# Antonio Maria Cadolini
Antonio Maria Cadolini, B. (Ancona 10 de julho de 1771 - Ancona,  1 de agosto de 1851) foi um cardeal da Igreja Romana .

## vida
Antonio Maria Cadolini, de família nobre, estudou primeiro em Recanati e aprofundou seus conhecimentos teológicos no seminário de Ancona. Em 1792 ingressou no Barnabitas de San Severino, que o enviou a Turim em 1793. Lá foi ordenado sacerdote em 1794. Ele permaneceu em Turim como professor de retórica até 1798 e ocupou o mesmo cargo em Macerata de 1800 a 1804.e ficou conhecido como pregador. Foi chamado a Roma como Analista da Ordem e trabalhou como pregador nas cidades mais importantes da Itália entre 1805 e 1821. Durante a dissolução da ordem entre 1810 e 1814 ele viveu temporariamente em sua cidade natal. Após a readmissão da Ordem, regressou a Roma e em 1816 tornou-se um dos Assistentes Gerais da Ordem, após o que se tornou colaborador em várias congregações da Cúria .
Em 19 de abril de 1822 foi nomeado Bispo de Cesena pelo Papa Pio VII. A consagração episcopal doou-lhe em 21 de abril de 1822 seu predecessor no episcopado, o cardeal Francesco Saverio Castiglioni, posteriormente Papa Pio VIII; Os co-consagradores foram Francesco Bertazzoli, Secretário da Congregação para os Estudos , e o Arcebispo Louis Piatti. Apesar de seu zelo pastoral, Cadolini, conservador, restaurador e imbuído de uma moral rigorosa, não se dava bem com o ânimo político do povo.
Em fevereiro de 1838, Antonio Maria Cadolini foi nomeado bispo de Ancona e Numana. Em 19 de junho de 1843, o Papa Gregório XVI. ele como cardeal sacerdote da igreja titular de San Clemente no colégio dos cardeais. Cadolini participou do conclave de 1846 do Papa Pio IX escolheu. Em 1849 teve que participar da capitulação da cidade sitiada pelos austríacos para limitar os danos à população civil. Em outubro de 1850, recusou-se a participar da recepção do marechal de campo Radetzky na cidade ocupada, o que lhe rendeu a simpatia dos cidadãos.
Ele morreu em Ancona e foi enterrado na catedral de lá.

## Link externo
- Sylwetka w słowniku biograficznym kardynałów Salvadora Mirandy {{{2}}}
- Catholic-Hierarchy {{{2}}}